# Brassavola martiana
Brassavola martiana är en orkidéart som beskrevs av John Lindley. Brassavola martiana ingår i släktet Brassavola och familjen orkidéer. Inga underarter finns listade i Catalogue of Life.

## Bildgalleri

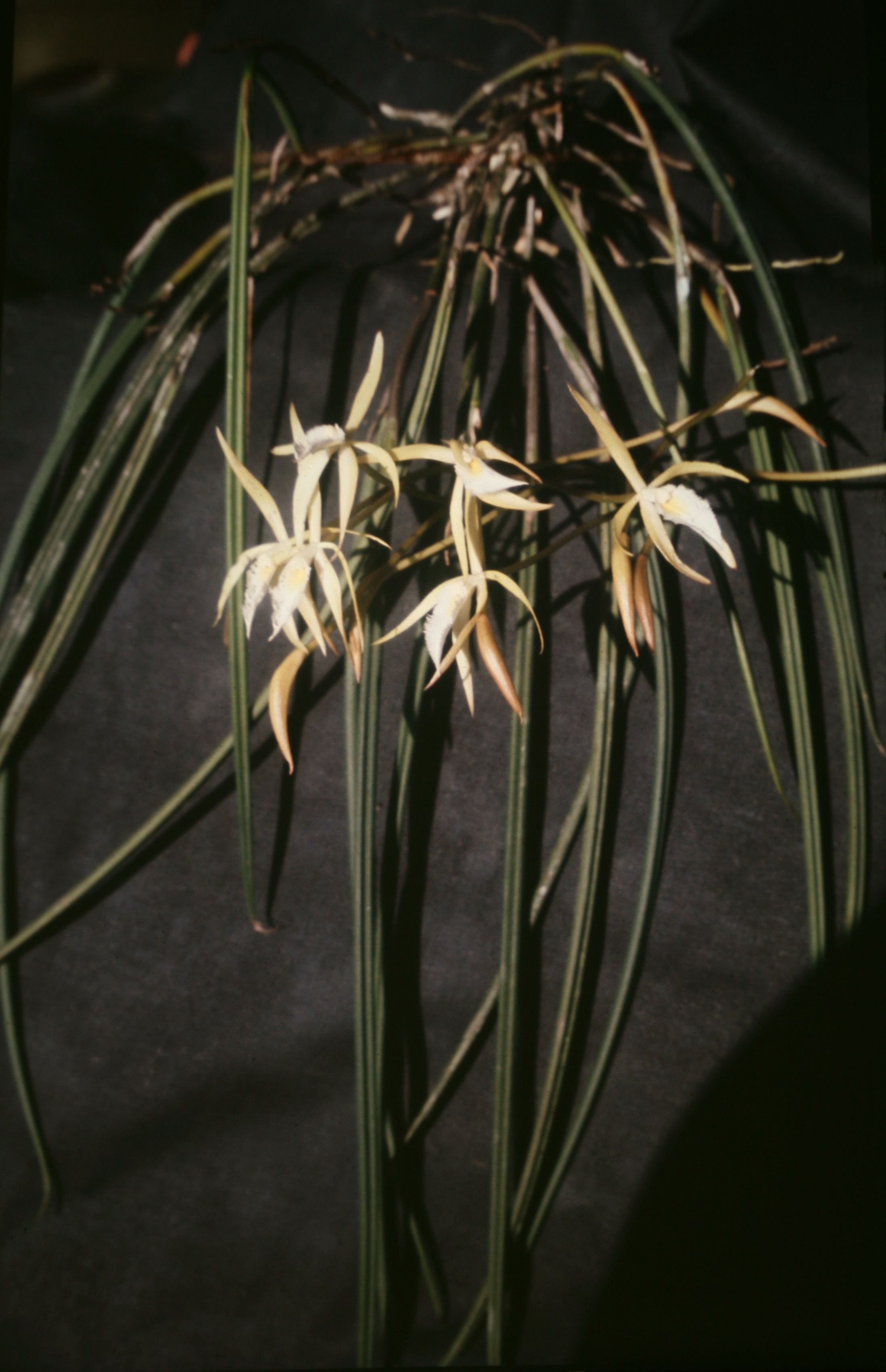
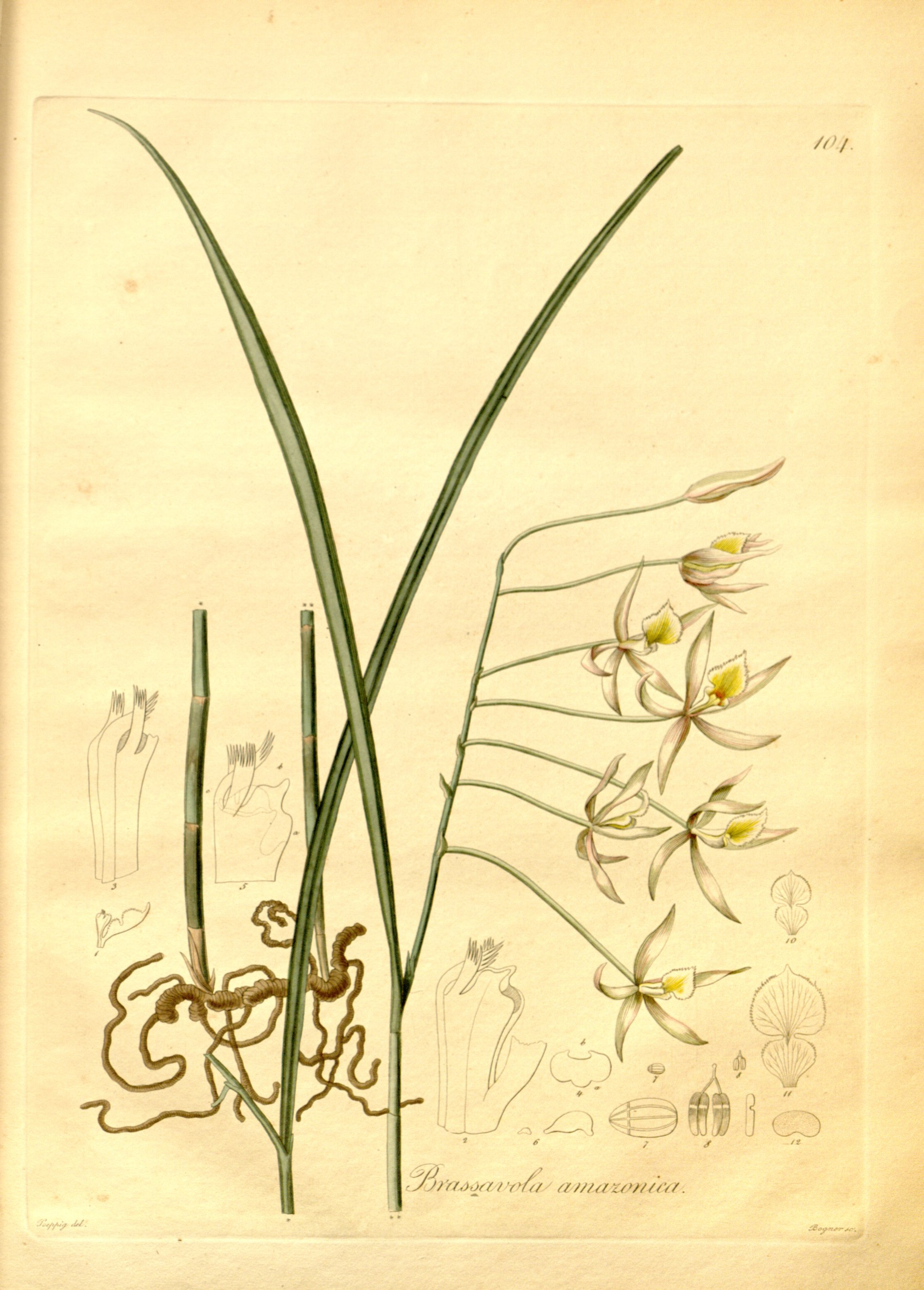
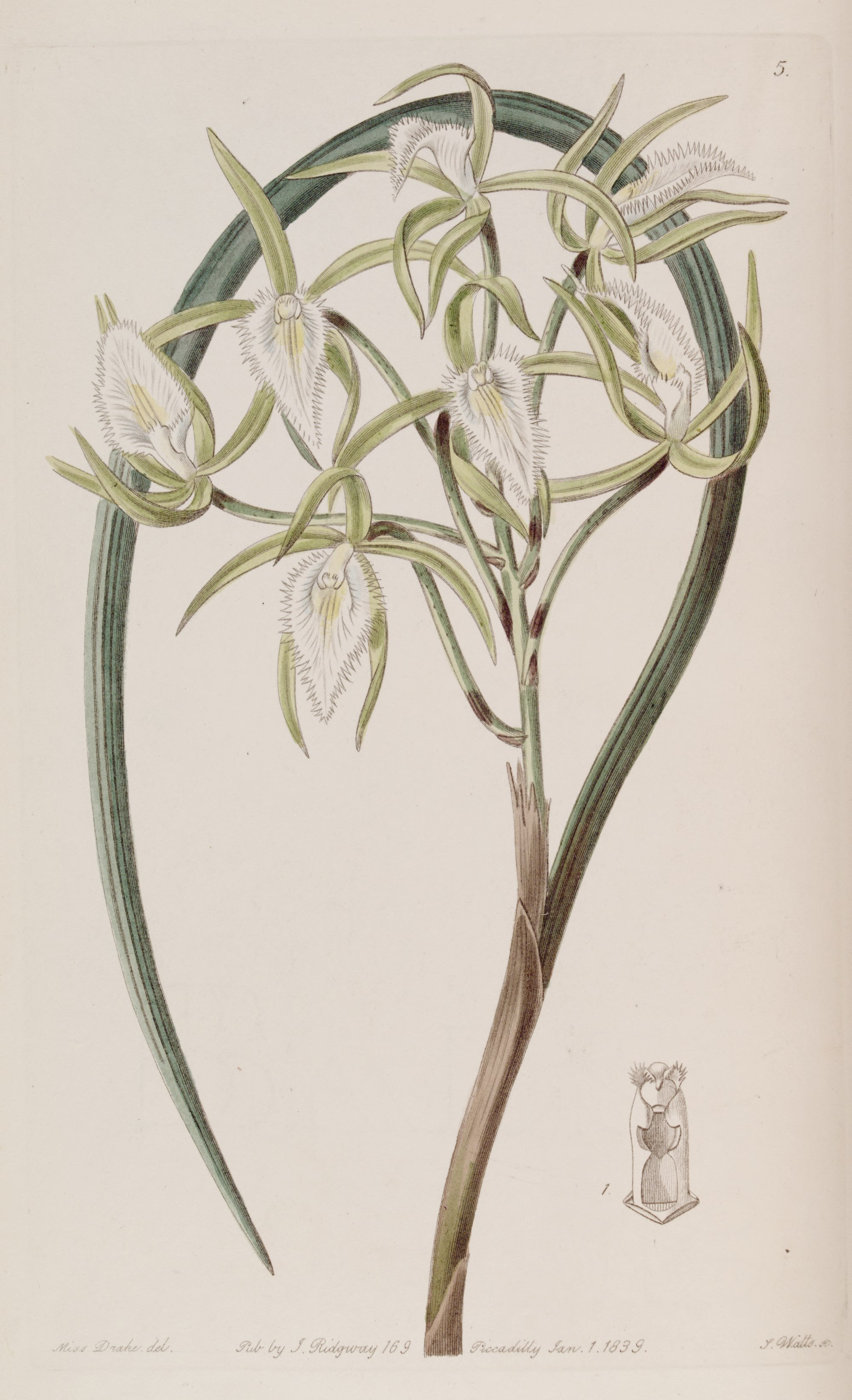
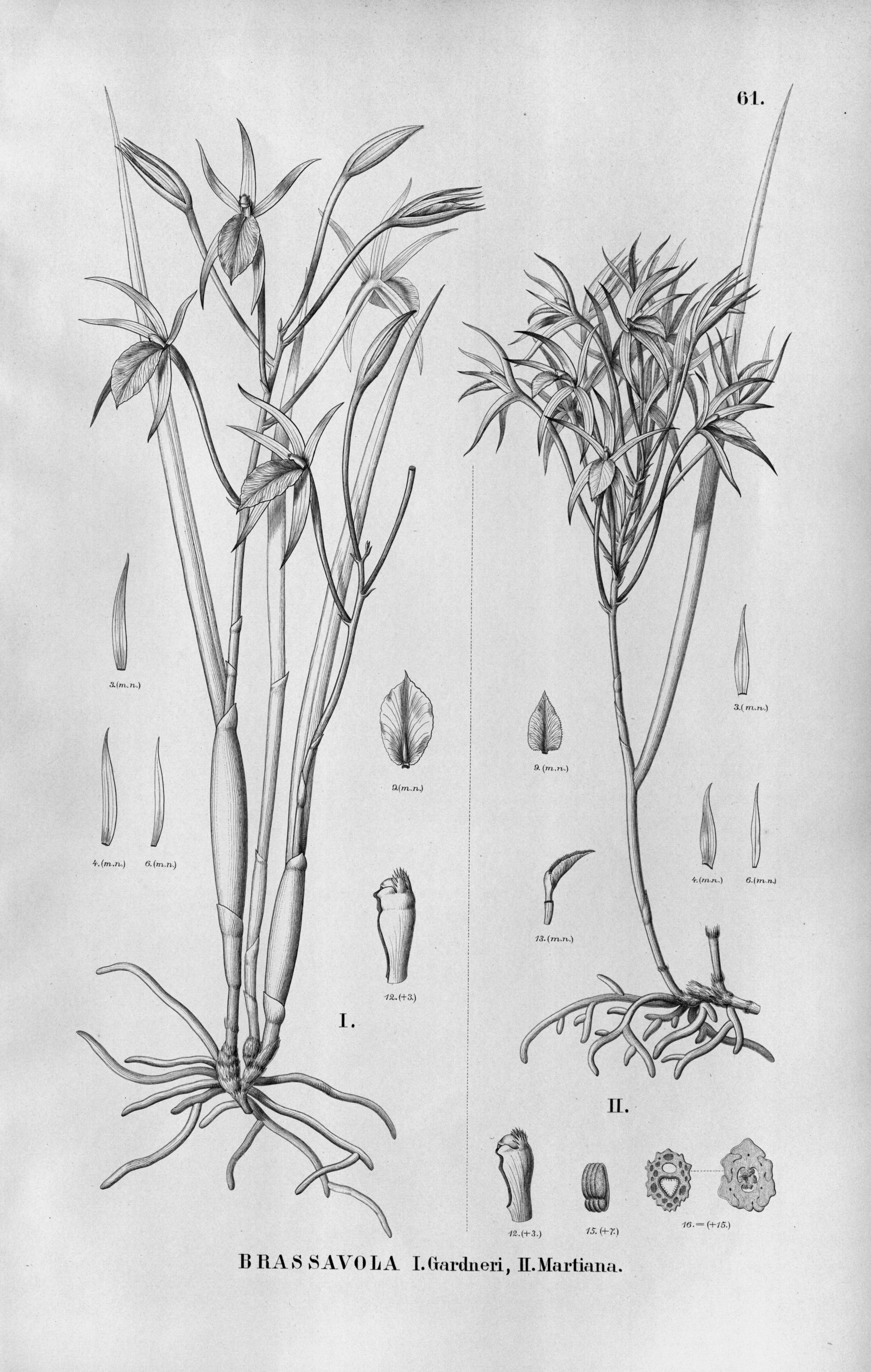